# Nokian KrP
Nokian KrP je florbalový klub z finského města Nokia. Klub byl založen v roce 1997, v začátcích jako křesťanský sportovní kroužek, což se odráží v původním plném názvu Nokian Kristityt Palloilijat (nokijští křesťanští hráči).
Mužský tým hraje od sezóny 2008/2009 nejvyšší finskou soutěž, F-liigu. V sezóně 2017/2018 získal první bronzovou medaili a v sezóně 2021/2022 první vicemistrovský titul. V dalším ročníku 2022/2023 muži zvítězili v základní části, ale ve finále opět prohráli. V sezóně 2023/2024 poprvé zvítězili ve finském poháru, ale v lize skončili s bronzem.

## Čeští hráči
- Pavel Brus (2010–2012)[9]
- Milan Garčar (2014–2015)[10]
- Jan Jelínek (2012–2013)[11]